# 吕景山
吕景山（1934年11月—），男，汉族，河南偃师人，中国中医学、针灸学家，山西中医学院第三中医院（山西省针灸研究所）教授、主任医师，第二届国医大师。